# Brachycorythis angolensis
Brachycorythis angolensis är en orkidéart som först beskrevs av Rudolf Schlechter, och fick sitt nu gällande namn av Rudolf Schlechter. Brachycorythis angolensis ingår i släktet Brachycorythis och familjen orkidéer. Inga underarter finns listade i Catalogue of Life.